# Lê Thị Hiệp
Lê Thị Hiệp (Đà Nẵng, 18 febbraio 1971 – Los Angeles, 19 dicembre 2017) è stata un'attrice vietnamita naturalizzata statunitense meglio conosciuta per il suo ruolo nel film di Oliver Stone Tra cielo e terra (1993).

## Biografia
Nata nel Vietnam del Sud durante la guerra, nel 1978, dopo la caduta di Saigon e la riunificazione, suo padre emigra nella colonia britannica di Hong Kong; poco dopo, quando Lê aveva nove anni, lei, sua madre e sua sorella lo raggiungono. Insieme a circa altri 60 profughi sudvietnamiti, si nascondono in uno scomparto segreto di un peschereccio diretto a Hong Kong: nonostante incappino in un posto di blocco Viet Cong, dove il capitano della nave punta un coltello alla gola della sorella minore di Lê per farla stare in silenzio, riusciranno a riunirsi sani e salvi col padre in un campo profughi hongkonghese e poi con tutti i familiari nella California settentrionale.
La famiglia di Lê si stabilisce quindi a Oakland, dove sua madre aveva trovato lavoro in un ristorante franco-vietnamita. Mentre si specializza in fisiologia all'Università della California, Davis, Lê, che aveva in programma di laurearsi a breve e intraprendere la carriera da ricercatrice, partecipa per divertimento assieme a delle amiche a un'audizione locale per giovani viet-americane, finendo per essere richiamata e scritturata come protagonista del film di Oliver Stone Tra cielo e terra, terza pellicola del regista dedicata alla guerra del Vietnam. Nonostante non abbia mai preso lezioni di recitazione e condivida lo schermo con attori del calibro di Tommy Lee Jones, Lê riceve molte critiche positive per la sua interpretazione di Le Ly Hayslip, dalle cui autobiografie è tratto il film, che segue la sua vita dall'infanzia in un piccolo villaggio del Vietnam del Sud fino all'età adulta negli Stati Uniti come sposa di guerra; il critico del Los Angeles Times Kenneth Turan la definisce «molto capace», mentre Janet Maslin del New York Times ne loda la «notevole confidenza».
Lê ha continuato a recitare anche in seguito all'uscita di Tra cielo e terra nel 1993, ma in film (o comunque ruoli) di minor rilievo, spesso legati all'esperienza degli esuli vietnamiti. Dal 2002 si dedica prevalentemente alla ristorazione. Sposata con Ong "Djinn" Lay Jinn, conosciuto sul set di Yāo jiē huánghòu (1995), dove lui era aiuto regista e lei l'attrice protagonista, ha avuto con lui due figli. Muore nel 2017 per un cancro allo stomaco, all'età di 46 anni.

## Filmografia

### Cinema
- Tra cielo e terra (Heaven & Earth), regia di Oliver Stone (1993)
- Yāo jiē huánghòu, regia di Yonfan (1995)
- Una sporca missione (Dead Men Can't Dance), regia di Stephen Milburn Anderson (1997)
- Cruel Intentions - Prima regola non innamorarsi (Cruel Intentions), regia di Roger Kumble (1999)
- The Dragon (Green Dragon), regia di Timothy Linh Bui (2001)
- National Security - Sei in buone mani (National Security), regia di Dennis Dugan (2003)
- The Princess of Nebraska, regia di Wayne Wang (2007)
- Julia, regia di Érick Zonca (2008)
- La terrazza sul lago (Lakeview Terrace), regia di Neil LaBute (2008)
- Sympathy for Delicious, regia di Mark Ruffalo (2010)

### Televisione
- Hey, Arnold! (Hey Arnold!) – serie TV, episodio 1x11 (1996) - voce
- Tracey Takes On... – serie TV, episodio 3x01 (1998)
- Strange World – serie TV, episodio 1x08 (2000)
- Giudice Amy (Judging Amy) – serie TV, episodio 2x12 (2001)
- Masters of Sex – serie TV, episodio 4x05 (2016)